# أذانة

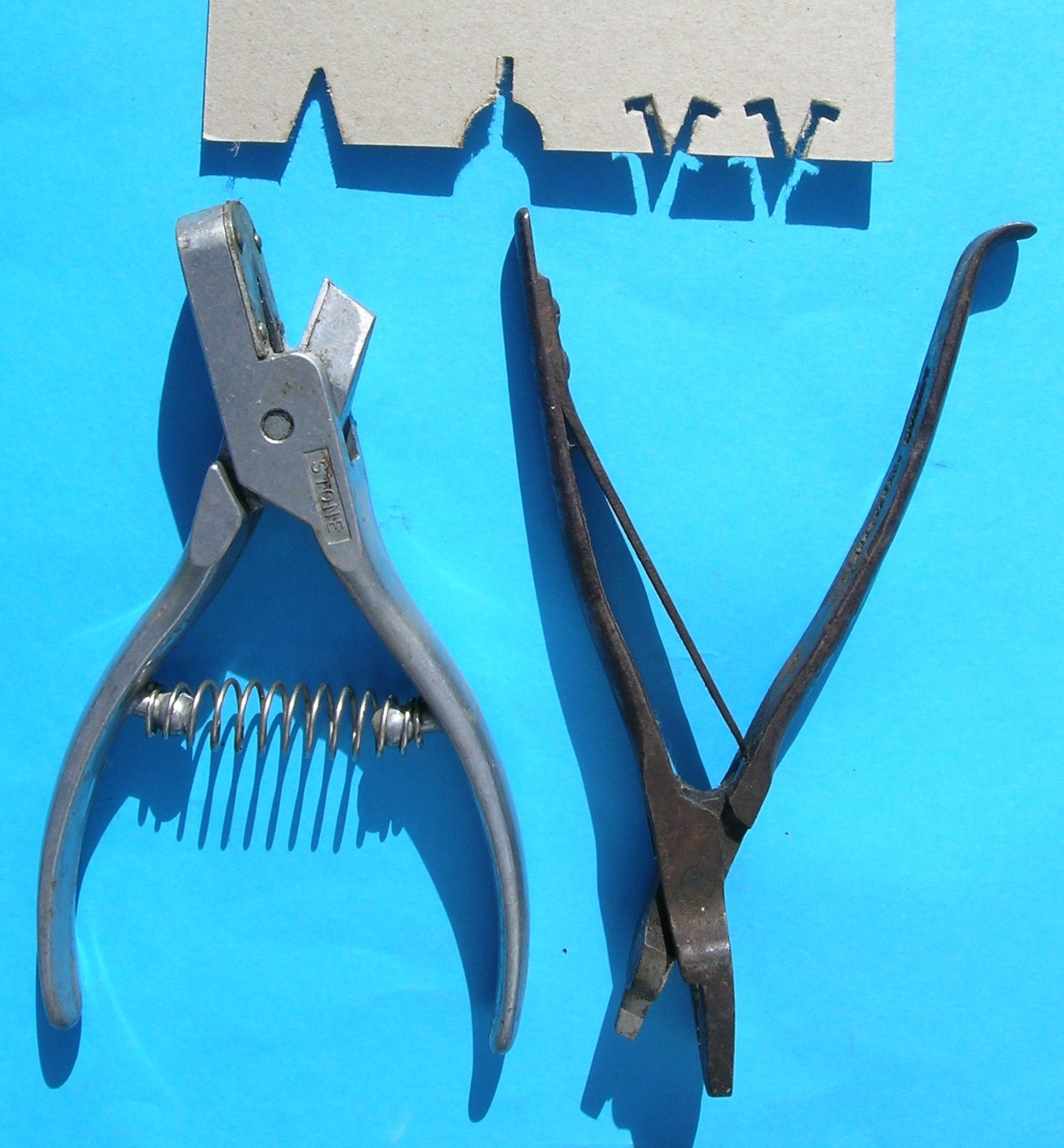
أدوات ثقب الأُذانة

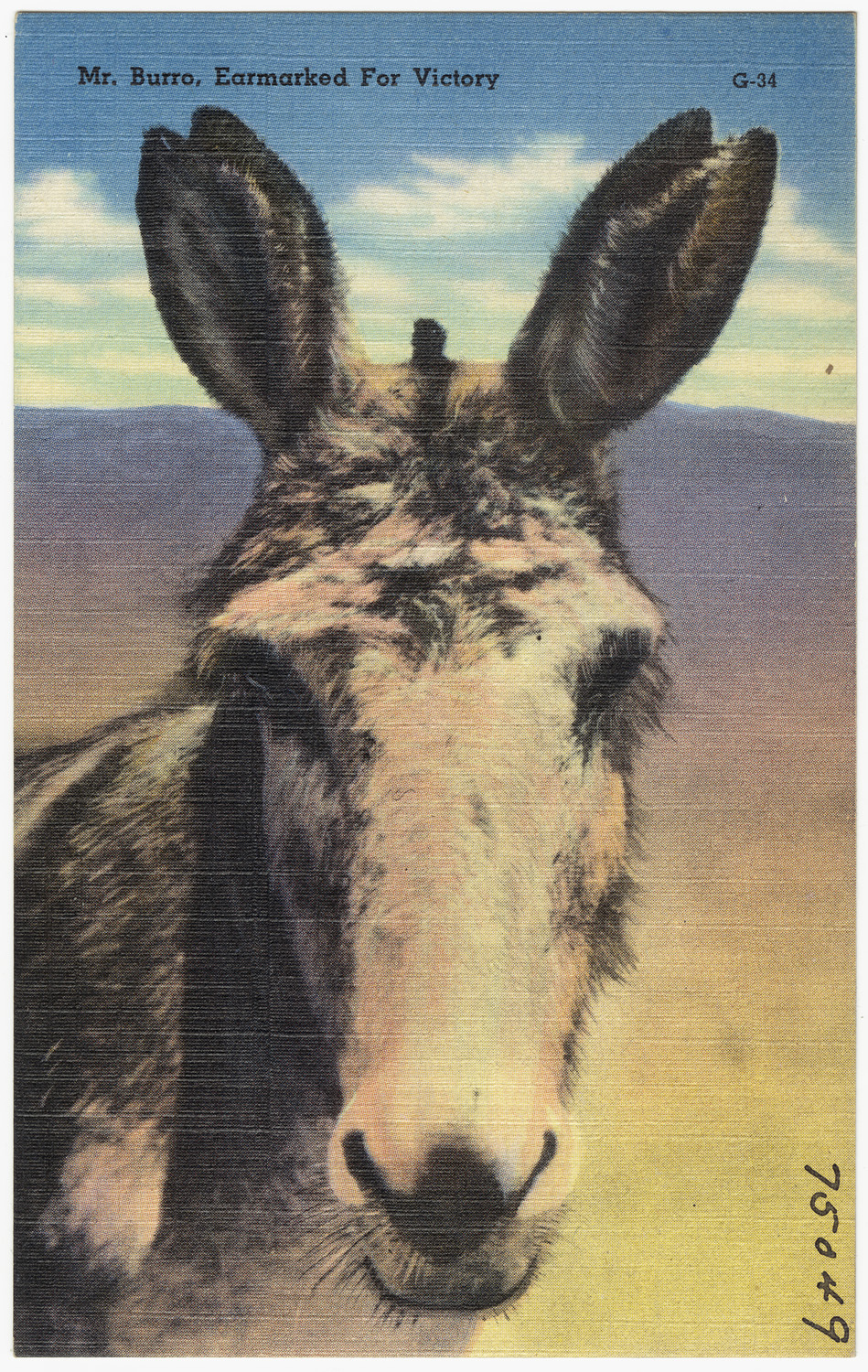
حمار بأُذانة

الأُذانة هو شق أو علامة في أذن الماشية مثل الأبقار أو الأيلات أو الخنازير أو الماعز أو الجمال أو الأغنام وهي مصنوعة لإظهار الملكية أو سنة الميلاد أو الجنس.